# رئيس غلام
رئيس غلام (بالفارسية: رئیس غلام) هي قرية تقع في Hasanabad Rural District في إيران.